# Victor Otto Stomps
Victor Otto Stomps (* 26. September 1897 in Krefeld; † 4. April 1970 in West-Berlin) war ein deutscher Verleger und Schriftsteller. Er wurde von Freunden und Künstlerkollegen meist nur VauO oder V.O. genannt und veröffentlichte auch unter verschiedenen Pseudonymen.

## Leben

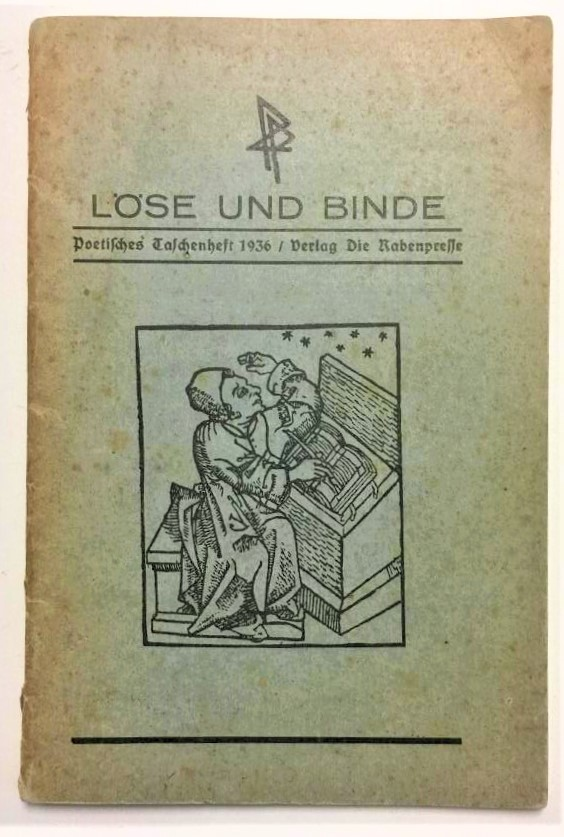
Löse und Binde. Poetisches Taschenheft 1936. Verlag Die Rabenpresse, Berlin, 1936.

Nach Abbruch seines Studiums und kurzer Tätigkeit bei der UFA absolvierte Stomps 1923 eine Lehre bei der Deutschen Bank. 1926 gründete er zusammen mit Hans Gebser den Verlag Die Rabenpresse, in dem unter anderem die Literaturzeitschrift Der Fischzug unter der Redaktion von Walther G. Oschilewski erschien. In den Jahren 1932 bis 1934 erschien die Literaturzeitschrift Der weiße Rabe. Einige Ausgaben davon stellte Stomps selbst als Redakteur zusammen. Um Stomps und seine Rabenpresse kristallisierte sich in dieser Zeit ein großer literarischer Kreis. Dazu gehörten unter anderen Walther G. Oschilewski, Gertrud Kolmar, George A. Goldschlag, Jens Heimreich, Horst Lange und dessen Frau Oda Schaefer, Peter Huchel, Werner Bergengruen, Georg Zemke, Diemar Moering, Herbert Fritsche, Joachim Maass, Robert Seitz, Rolf Bongs, Werner Helwig, Eberhard Meckel, Heinz Oskar Wuttig und Hans Gebser, der später in der Schweiz als Philosoph Jean Gebser bekannt wurde.
1937 musste Stomps auf Druck der Nationalsozialisten und aus finanziellen Gründen den Verlag verkaufen. Alle Bücher, die nach Mitte 1937 noch unter der Verlagsbezeichnung Rabenpresse erschienen, lagen daher nicht mehr in seiner Verantwortung, sondern der Ernst Winklers, seines Nachfolgers als Verlagsleiter. Nach seinem Ausscheiden stellte Stomps in eigener Verantwortung jedoch bis 1943 noch zahlreiche Privatdrucke her.
Nach dem Zweiten Weltkrieg gründete Stomps 1949 in Frankfurt am Main einen neuen Verlag, die Eremitenpresse, mit der er 1954 nach Stierstadt im Taunus umzog.
Der Verlag verhalf zahlreichen Autoren wie Christa Reinig, Wolfgang Bächler, Ernst Meister, Gabriele Wohmann, Christoph Meckel, Hans Bender, Heinrich Ost, Guntram Vesper, Aldona Gustas, Hans Neuenfels, Klaus Staeck, Horst Antes, Dieter Hoffmann, Fred Viebahn mit zu ihren ersten Veröffentlichungen. Nach rund 10 Jahren der Unterbrechung gelang es Stomps damit, seine Arbeit der Vorkriegszeit wieder aufzunehmen und fortzusetzen.
1967 verließ er den Verlag Eremitenpresse, ging zurück in das damalige West-Berlin und gründete seinen dritten Verlag, die Neue Rabenpresse, in den Räumen der Galerie am Abend von Vera Ziegler. Bis 1969 erschienen dort noch rund 20 Veröffentlichungen, bevor Stomps seine Arbeit aus gesundheitlichen Gründen aufgeben musste. 
Victor Otto Stomps starb 1970 im Alter von 72 Jahren in Berlin-Kreuzberg. Beigesetzt wurde er auf dem Friedhof Zehlendorf (Feld 12-204/206). Das Mutter Erde betitelte Grabdenkmal schuf seine Schwester, die Bildhauerin Louise Stomps (1900–1988) für das Grab der Eltern. Sie ist an gleicher Stelle bestattet.

## Werk und Nachwirkung
Durch seine intensive verlegerische Tätigkeit geriet das eigene schriftstellerische Schaffen von Stomps, für das er 1965 den Fontane-Preis in Berlin erhielt, etwas aus dem Blickfeld. Eine umfangreiche Bibliographie der Veröffentlichungen aller drei Verlage erschien in Das große Rabenbuch.
Anlässlich der Mainzer Minipressen-Messe (MMPM) wird alle zwei Jahre von der Stadt Mainz der Victor Otto Stomps-Preis verliehen. 2007 fand aus Anlass des 110. Geburtstages von Victor Otto Stomps eine Ausstellung mit Büchern aus seinen Verlagen im Foyer der Universitätsbibliothek der Freien Universität Berlin statt. Die Ausstellung wurde vom Verleger der Corvinus Presse, Hendrik Liersch, angeregt und speiste sich aus dessen Sammlung. Eine Ausstellung ähnlicher Art fand 2008 in der Johannes a Lasco Bibliothek in Emden statt und im selben Jahr auch in der Universitätsbibliothek der Universität Gießen. Dazu erschien das Buch Stomps in Giessen von Guntram Vesper in der Corvinus Presse.

## Ehrungen
- 1965: Fontane-Preis, Berlin

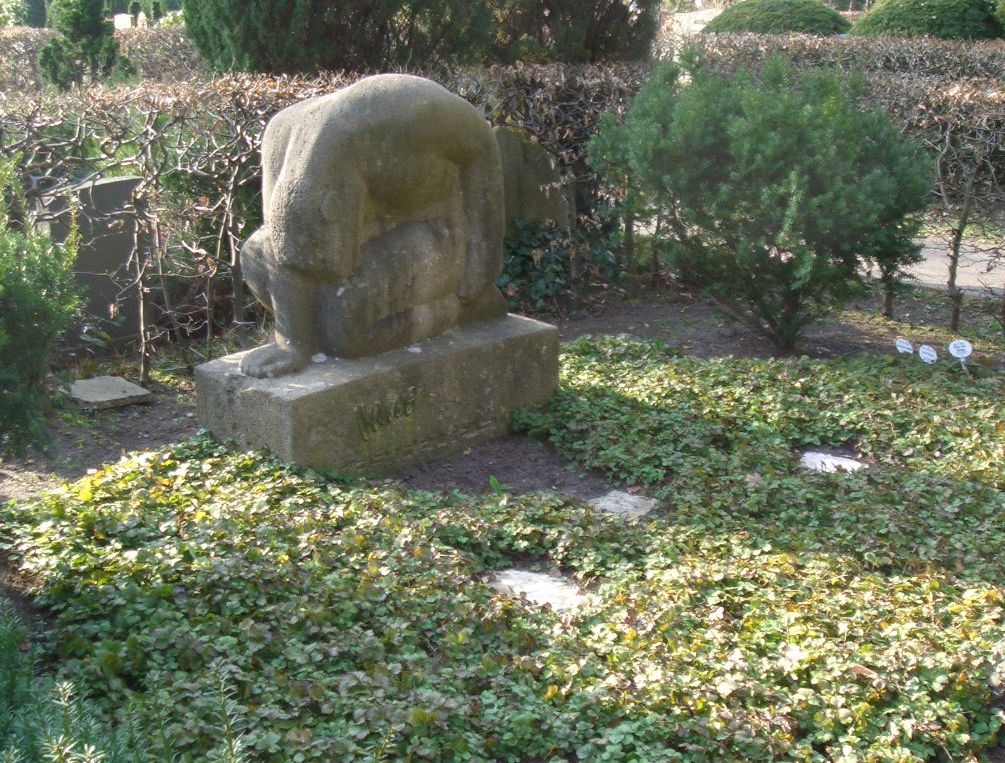
Das gemeinsame Grab der Geschwister Stomps auf dem Friedhof Zehlendorf

- 1967: Ehrenplakette der Stadt Krefeld
- Seit 1979 wird zu seinem Andenken der Victor Otto Stomps-Preis in Mainz verliehen

## Veröffentlichungen (Auswahl)
- Fabeln der Traumgesichte. Mit einer Einführung von Hans von Eckhardt, Siegel-Verlag, Frankfurt am Main 1947.
- Fabeln der Begegnung. Mit einem Titelbild von Alfred Kubin, Alfons-Bürger Verlag, Lorch 1948.
- Victor Otto Stomps (Hrsg.): Der streitbare Pegasus. Mit drei Zeichnungen von Inge Becker-Schrader, Eremitenpresse, Stierstadt 1955; darin enthalten: Die Delikatesse von V. O. Stomps.
- Gelechter. Eine poetische Biografie. Europäische Verlagsanstalt, Frankfurt 1962.
- Victor Otto Stomps (Hrsg.): Kochbuch für Feiertage. Blütenlese von Bildern, Rezepten und Poesien, Eremitenpresse, Stierstadt 1964.
- Interview bei Ladislaus Kapovitch. Corvinus Presse, Berlin, ISBN 978-3-910172-86-9.
- Artistisches ABC. 26 Knittler. Graphisch ausgestattet von Thomas Bayrle und Bernhard Jäger, Hansen & Hansen, Itzehoe 1964.
- Babylonische Freiheit. Ein satirischer Roman. Umschlaggestaltung Arno Waldschmidt, Hochstadt-Verlag, Isny 1964.
- Axel Dielmann und Stefan Schöttler (Hrsg.): Victor Otto Stomps als Schriftsteller. VauO Stomps in 4 Bänden. Verlag Axel Dielmann, Frankfurt/M. 2020, ISBN 978-3-86638-300-5.